# Balh tartomány

Balh (perzsául: بلخ - Balḫ, Balkh) Afganisztán egyik – 14 körzetre felosztott – tartománya, mely az ország északi részén terül el. Székhelye Mazár-e Sarif.

## Történelme
A tartomány területe része volt az i. e. 2200–1700 között virágzott Oxus-civilizációnak. E tájon lépett fel Zoroaszter vallásalapító. A Perzsa Birodalomnak kezdettől fogva része volt e vidék. Itt volt az ókori Baktria, majd a Kusán Birodalom. Történelme későbbi szakaszában Irán sorsában osztozott többnyire. A Közép-Ázsiáért folyó orosz-brit vetélkedés idején, a 19. században húzták meg úgy a határokat, hogy végül Afganisztán része lett.